# Lastic (Cantal)
Lastic település Franciaországban, Cantal megyében. Lakosainak száma 108 fő (2022. január 1.). Lastic Celoux, Montchamp, Rageade, Saint-Poncy, Soulages, Tiviers és Vieillespesse községekkel határos.

## Népesség
A település népességének változása:
| Lakosok száma | 217  | 159  | 135  | 118  | 116  | 124  | 122  | 111  | 110  | 108  |
|               | 1968 | 1982 | 1990 | 2006 | 2013 | 2015 | 2017 | 2019 | 2020 | 2022 |